# Lucena del Puerto
Lucena del Puerto és un poble a la província de Huelva (Andalusia), que pertany a la comarca d'El Condado de Huelva. Està inclòs al Parc Natural de Doñana, considerat com la més gran reserva ecològica d'Europa. Limita al nord amb Niebla i Río Tinto, al nord-est amb Bonares, al nord-oest amb Trigueros al sud-oest amb Moguer i al sud-est amb Almonte.